# Prin-Deyrançon
Prin-Deyrançon és un municipi francès situat al departament de Deux-Sèvres i a la regió de la Nova Aquitània. L'any 2007 tenia 562 habitants.

## Demografia

### Població
El 2007 la població de fet de Prin-Deyrançon era de 562 persones. Hi havia 219 famílies de les quals 54 eren unipersonals (21 homes vivint sols i 33 dones vivint soles), 66 parelles sense fills, 91 parelles amb fills i 8 famílies monoparentals amb fills.
La població ha evolucionat segons el següent gràfic:
Habitants censats

### Habitatges
El 2007 hi havia 256 habitatges, 220 eren l'habitatge principal de la família, 13 eren segones residències i 23 estaven desocupats. 243 eren cases i 11 eren apartaments. Dels 220 habitatges principals, 179 estaven ocupats pels seus propietaris, 36 estaven llogats i ocupats pels llogaters i 5 estaven cedits a títol gratuït; 1 tenia una cambra, 5 en tenien dues, 18 en tenien tres, 54 en tenien quatre i 142 en tenien cinc o més. 165 habitatges disposaven pel capbaix d'una plaça de pàrquing. A 79 habitatges hi havia un automòbil i a 122 n'hi havia dos o més.

### Piràmide de població
La piràmide de població per edats i sexe el 2009 era:
| Homes | Edats   | Dones |
| ----- | ------- | ----- |
| 0     | 95 o +  | 0     |
| 0     | 90 a 94 | 4     |
| 4     | 85 a 89 | 4     |
| 0     | 80 a 84 | 0     |
| 0     | 75 a 79 | 4     |
| 20    | 70 a 74 | 8     |
| 20    | 65 a 69 | 28    |
| 16    | 60 a 64 | 8     |
| 12    | 55 a 59 | 16    |
| 16    | 50 a 54 | 16    |
| 16    | 45 a 49 | 12    |
| 16    | 40 a 44 | 12    |
| 20    | 35 a 39 | 12    |
| 12    | 30 a 34 | 32    |
| 20    | 25 a 29 | 16    |
| 0     | 20 a 24 | 4     |
| 8     | 15 a 19 | 8     |
| 8     | 10 a 14 | 8     |
| 20    | 5 a 9   | 4     |
| 12    | 0 a 4   | 12    |

## Economia
El 2007 la població en edat de treballar era de 342 persones, 266 eren actives i 76 eren inactives. De les 266 persones actives 240 estaven ocupades (132 homes i 108 dones) i 26 estaven aturades (13 homes i 13 dones). De les 76 persones inactives 27 estaven jubilades, 20 estaven estudiant i 29 estaven classificades com a «altres inactius».

### Ingressos
El 2009 a Prin-Deyrançon hi havia 232 unitats fiscals que integraven 586 persones, la mediana anual d'ingressos fiscals per persona era de 16.213 €.

### Activitats econòmiques
Dels 21 establiments que hi havia el 2007, 2 eren d'empreses de fabricació d'altres productes industrials, 9 d'empreses de construcció, 5 d'empreses de comerç i reparació d'automòbils, 1 d'una empresa d'hostatgeria i restauració, 3 d'empreses de serveis i 1 d'una empresa classificada com a «altres activitats de serveis».
Dels 10 establiments de servei als particulars que hi havia el 2009, 1 era un taller de reparació d'automòbils i de material agrícola, 1 taller d'inspecció tècnica de vehicles, 2 paletes, 1 fusteria, 1 lampisteria, 1 electricista, 2 empreses de construcció i 1 restaurant.
L'únic establiment comercial que hi havia el 2009 era una botiga d'equipament de la llar.
L'any 2000 a Prin-Deyrançon hi havia 15 explotacions agrícoles.

## Poblacions més properes
El següent diagrama mostra les poblacions més properes.